# FIFA 97
FIFA 97 je sportovní videohra s fotbalovou tematikou vyvinutá a vydaná společností Electronic Arts. Jedná se o čtvrtý díl herní série FIFA. Hra vyšla roku 1996 a na obale hry se nachází francouzský útočník a levý záložník David Ginola.

## Hratelnost
Hra nově nabízí možnost zahrát si halový fotbal. V něm proti sobě hrají dva týmy a každý z týmů je složený z pěti hráčů v poli a brankáře. Hřiště je namísto pomezními a brankovými čárami ohraničeno zdí, a proto zde nedochází k rohovým kopům, ani k autovým vhazováním.
Jednotlivé zápasy komentují John Motson a nově také Andy Legg a Des Lynam.
Do kanadsko-americká ligy A-League byly přidány další fiktivní týmy. Do hry byly též přidány nové národní týmy, konkrétně Litva, Malajsie, Trinidad a Tobago, Slovinsko a Tunisko.

## Ligy a národní týmy

### Ligy
- Anglie Premier League
- Francie Division 1
- Itálie Serie A
- Německo Bundesliga
- Španělsko Primera División
- Nizozemsko Eredivisie
- Brazílie Campeonato Brasileiro Série A
- /  USA / Kanada A-League
- Švédsko Allsvenskan
- Skotsko Scottish Premier Division
- Malajsie Liga Perdana

### Národní týmy
- Alžírsko
- Anglie
- Argentina
- Austrálie
- Belgie
- Bolívie
- Brazílie
- Bulharsko
- Čína
- Česká republika
- Dánsko
- Egypt
- Finsko
- Francie
- Ghana
- Hongkong
- Chile
- Chorvatsko
- Irsko
- Island
- Itálie
- Izrael
- Japonsko
- Jihoafrická republika
- Jižní Korea
- Kamerun
- Kanada
- Kolumbie
- Kostarika
- Litva
- Lucembursko
- Maďarsko
- Malajsie
- Maroko
- Mexiko
- Německo
- Nigérie
- Nizozemsko
- Norsko
- Nový Zéland
- Peru
- Pobřeží slonoviny
- Polsko
- Portugalsko
- Rakousko
- Rumunsko
- Rusko
- Řecko
- Saúdská Arábie
- Severní Irsko
- Singapur
- Skotsko
- Slovinsko
- Španělsko
- Švédsko
- Švýcarsko
- Trinidad a Tobago
- Tunisko
- Turecko
- Ukrajina
- Uruguay
- USA
- Wales
- Zambie